# فاجيني (لينينغراد)
فازهيني (بالروسية: Важины) هي مدينة في مقاطعة لينينغراد أوبلاست في روسيا.
يبلغ عدد سكانها حوالي 2623 نسمة.